# 学校制度
学校制度（がっこうせいど）とは、学校の制度。

## 概要
学校制度は、学制（がくせい）と略されることもある。日本においては「学制」という最初の教育法令が明治時代にある。

## 日本の学校制度

### 学校段階
日本の学校制度では行われる教育のレベル別に初等教育・中等教育・高等教育に3分類されることが多い。これらはそれぞれ6年間程度の課程が割り当てられている。この分類により、それぞれの学校で行われる教育の段階が明確になっている。
実はこれらの用語そのものは、教育基本法や学校教育法には登場しない。あくまで行政や教育学で慣習的に使われている用語である。一方、学校教育法にはこれとは別に学校で行われる教育の段階を表す用語が登場する。例えば、旧学校教育法の「中等普通教育」などである。これらの条文の表記と、本稿で述べている3段階区分は必ずしも一致しない。
初等教育・中等教育・高等教育の3分類によれば、小学校は「初等教育」、中学校と高等学校（高校）は「中等教育」（前者は「前期中等教育」、後者は「後期中等教育」）、そして大学は「高等教育」に分類される。しかし21世紀初頭までの学校教育法の条文において、小学校は「初等普通教育」、中学校は「中等普通教育」、そして高等学校は「高等普通教育および専門教育」を施すと規定されていた。このようになった背景は、現在の高等学校（新制高等学校）の母体となった旧制中学校および旧制高等女学校は「高等普通教育」を施し旧制実業学校は「実業教育」を施すと、法令で規定されていたためである。このように高等学校は教育制度学上では中等教育に分類されていたが、法規上は高等普通教育に分類されていたことに注意すべきである。なお、現在の学校教育法では、小学校で行う教育は「義務教育として行われる普通教育のうち基礎的なもの」と、中学校で行う教育は「義務教育として行われる普通教育」と、高等学校で行う教育は「高度な普通教育および専門教育」と規定されている。
一方、20世紀末期に中等教育学校の制度が新設された。これは前期課程が中学校段階（前期中等教育）、後期課程が高等学校段階（後期中等教育）の学校であり、後期課程は「高等普通教育および専門教育」を施すとされた。後期課程に限って眺めれば同等の学校が一方で「高等学校」と名乗り、一方で「中等教育学校」と名乗るという違和感のある状態が生まれた。無論それ以前も高等学校が中等教育に分類されるという混乱した状態が続いていたが「中等教育」は学校教育法における正式な規定ではなかったし、学校名に「中等」を冠するものはなかったため表面的には理解しやすかった。こうなった遠因は、前述の通り戦後の学制改革で、旧制中学校などの旧制中等学校を「（新制）高等学校」に改組したことから始まっている。なお学制改革の前は旧制中等学校が中等教育、旧制高等学校が高等教育に分類されていた。
第二次世界大戦後まもなくのころは中学校から高等学校への進学率も低く、高等学校は上級の教育課程とも捉えることが可能でもあった。しかし、高等学校への進学率が9割を超え始め、大学への進学者も増加の一途をたどり高等学校が日本国内で普及した学校となり「準義務教育」とまで評されるようになると高等学校とはいうものの、「高等」の語が意味する正確なニュアンスは教育界を除けば必ずしも統一的ではなくなった。
そんな中で「中等教育学校」が誕生し、高等学校はそれの後半とほぼ同じ教育課程が適用されるため、高等学校は中等教育の一部であるということを学校教育法の条文によって捉えることもできるようになった。そして公立の中等教育学校を各地に新設したり、既存の高等学校を中等教育学校に改組したりしており、国立・私立の中高一貫校の中にも中等教育学校に改組するところがある。このようにして一部の高等学校は中等教育学校に変わりつつあるが、現時点では圧倒的に中等教育学校よりも高等学校の方が多数である。
もし「高等学校」という学校種が廃止され全て「中等教育学校の後期課程」となったり、あるいは「後期中等学校」と改称されたりしたら高等学校という一つの学校種が「中等」と「高等」の2つの段階に区分されるといった齟齬はなくなる（なお、すでに学校教育法からは「高等普通教育」の文字は消えている）。しかし現時点では立法・行政においてはそういった構想は発表されておらず、近い将来にそうなることは現実的な話ではない。ただし、現在においても文部科学省による公式な英語表記で高等学校は「High School」（高等学校）ではなく、「Upper Secondary School」（後期中等学校）となっている。
日本においては高校までの多くの生徒の年齢が18歳以下であり、学年と年齢の結びつきが強い（年齢主義）。こういった状況のもとでは大部分の中学校や高等学校では社会経験などの豊富な生徒が来ることは望めないため、どうしても中学校や高等学校で扱う教育は限定的なものなることが見られる。また高等学校までの就学率が95%を超えており、学問・学業に向いた生徒だけではなく同年代のあらゆる人（特別支援学校に在籍する人を除く）を入れることになるのもその状況を後押しする。なお、フランスやドイツなどの諸外国においては課程主義を基準とした進級制度を取っており（特にフランスでは小学校でも成績によって留年する例も多い）、日本の中学校や高等学校に相当する学校においても教育水準・学習水準は一定以上に保たれている。このように、中学校・高等学校の選抜度が高く教育水準が高い地域と、年齢主義であり全入制に近い地域では、高等学校の教育と言っても内実には大きな差がある。

### 義務教育との結びつき
現在の学校教育法では小学校と中学校の目的規定に「義務教育」の語がある。かつては、義務教育を前提にした目的規定はなかったが、新たに追加されたため、小学校・中学校は、義務教育を施すこととなったので、日本国憲法・教育基本法・学校教育法などが規定する義務教育の目的を本質的に解釈する必要がある。
これまでも学齢超過者は、小学校・中学校への在学が容易ではなかったが、小学校・中学校の目的規定に「義務教育」の語が規定されたことにより、法制度上は義務教育でない教育は小学校・中学校の本来の目的ではないことになった。もちろん義務教育の対象外である在日外国人児童生徒に対する教育は条約等に基づいてこれまで通り続けられるし、夜間中学校などの廃止が急速に行なわれるわけではない。しかしながら、小学校・中学校の目的規定に「義務教育」の語が規定されたことで、日本の学校制度においては義務教育の概念が強調されることとなった。
なお現在の学校教育法では小学校・中学校から「初等普通教育」「中等普通教育」の文字は消え、「義務教育として行われる普通教育」に置き換わっている。ただし、この改正は改正時点で何か大きな変動を起こすためのものではなく、将来的な動きを見据えての改正との位置づけである。

### 展望
現在のところ、現在の学校制度がどう変わっていくかについては政府なども明確な展望を明らかにしていない。民主党政権の発足により自民党の意図していた教育改革が一旦頓挫したこともあり、かなり先のことまでは不透明な状況である。大きな論点としては、義務教育年限の延長がある。これは「幼稚園の義務教育化」と「15歳からの3年程度の延長」の「前段階の義務化」「後段階の義務化」の2通りの意見が大きくはあり、高校無償化によって上の方の年限延長が現実味を帯びてきているが、現状では特に義務教育年限に関する政策は打ち出していない。しかし日本の高校受験はかなり定着しているため、義務教育年限が上の方に延長されたら高等学校などへの入学の経路をどうするかの議論が必ず出てくることになる。また進級基準をこれまで通り課程主義で続けるのか、中学校のように年齢主義に改めるのかも解決しなければいけない。
一方、小学校から高等学校までの年齢主義が解消していくかどうかについても見極めが必要である。国勢調査のデータは高年齢生徒（小中学校における学齢超過者など）が20年で約2倍になっていることを表している（参照）。中学校や高等学校に課程主義が浸透すれば、これまでの「高卒=18歳」とした教育政策が根本から覆ることになる。ただ、一部の私立学校など教育に対する熱意の強い学校での現象と一般の公立学校での現象が違ったものになる可能性もある。
また民主党政権は2010年に可決した子ども手当法案において「小学校卒業=12歳、中学校卒業=15歳、高校卒業=18歳」とする条文を組み入れており、年齢主義堅持の方針を覗わせる物となっている。この条文自体は学校教育に全く影響しないが、法律の本体に高校までの卒業年齢が明記される心理的な効果は大きい。「高年齢生徒」はこれまで「量的な差異」であったが、これからは「質的な差異」になる可能性がある。
このように年齢主義が堅持・強化されるか緩和されるかが現段階ではきわめて不透明であり、学校制度の展望もはっきりとした予測は不可能である。また、単線型の学校体系が続くか複線型に移行するかの見通しもついていない。

### 制度の支配力
日本の教育機関の中には、1条校と呼ばれる学校制度に従ったものとそれ以外の物がある。特に全日制の初等教育機関および前期中等教育機関のほとんどは、1条校である小学校・中学校であり、その他の選択肢がほぼない状況である。学習塾などの1条校を補う教育施設も多く存在するが、授業時間や設備などの点において1条校と比較すると大きく差をつけられている。しかし1条校の場合、強固な年齢主義や学習指導要領の物足りなさがあったりするなど必ずしも児童生徒に最適な教育を行なっているとも言いがたい。そのため、学習塾などの民間の事業者がそれを補っている。学校法人または準学校法人が設置する1条校・専修学校・各種学校であれば条件付で私学助成金を受け取れるなど経営的なメリットが大きいが、私学助成金を受け取る法人は所轄庁の権限下に置かれる（私立学校振興助成法私立学校振興助成法 第10条・第16条）。ただし上記の点は朝鮮学校などの外国人向けの学校には制約が多く、また外国人学校（日本に居住する外国人をもっぱら対象とする教育施設）は、1条校・専修学校ではないものの一般の小学校・中学校と同じような規模や施設、授業内容を揃えていることもある。
また日本の学校制度は法令・例規などの成文法によって明確に規定されている部分と、慣習によって続けられている部分が存在する。外見からはそれが成文法上において根拠があるものなのか、慣習によるものなのかは判別しづらい。例えば高等学校に14歳で入学できないことなどは法的根拠があるが、20歳の人が中学校に入学を頼んでも断られる場合が多いのは学校の設置者（公立学校の場合は教育委員会）の判断によるものである。このように、学校制度を語るときには成文法のほかにも実態がどうなっているのかを含めて考えなければ議論が成り立たない場合がある。これは成文法による最低限の制度と、裁量による運用の両方を用いることで、状況変化に対応しやすいというメリットもあることから、必ずしも問題があるわけではない。しかし、裁量が大きすぎるとそれによって教育の場を奪われる例も起こり得る。成文法上は、30歳の中学校の生徒も何らおかしいところはないが、公立学校であっても入学・継続在学を拒否する例があり、また高等学校などの校則に運転免許の取得を禁止するという規定があったりするのも、成文法上起こり得ることを十分に考慮されないまま定められた裁量の結果である。
「学校制度」という言葉を用いるとき、それが成文法のみを指しているのかそれとも現場の裁量も含むのかは、定義が定まっていない。商取引における商慣行の存在と同じように、学校においては法令・例規に定められておらず、また学則・校則等にも定められていないような慣習法が存在しこれらを含めて制度と呼称するかでその指すものは大きく変わってくる。このため、「学校が悪い」「制度が悪い」という議論に対しては必ずしも法律を変えなくても現場の意識改革で解決するケースがあることを認識する必要がある。以下に、裁量と成文法の例をあげる。なお、学則・校則等や教育委員会の告示・通達等（高校の募集要項など）は成文法と裁量の中間に位置する。

#### 成文法によるもの
- 入学最低年齢

小学校の入学最低年齢が6歳であるのは法規によって決まっており同様に中学校、高校の入学最低年齢が12歳、15歳であるのも修業年限などの規定で間接的に決まっている。
- 学校の修業年限

各学校の修業年限は小学校や中学校の場合は学校教育法で固定されているため、学校に置く学年の数を変更できない。

#### 裁量によるもの
- 入学年齢の上限

小学校や中学校に16歳以上の人が入学しにくいのは、学校の設置者（教育委員会や学校法人など）の裁量によるものである。
- 留年の判断

小学校・中学校で留年を行うかは学校の判断に任せられており（学校教育法施行規則 第57条・第79条）、留年を出さない方針の学校もある。

### 区分
現在の日本の学校制度は、次のようになっている。なおこの表では、本科のみを記している。
| 教育段階            | 学校種                       | 教育内容                                                    | 修業年限                | 修業年齢                                 | 備考 |
| ------------------- | ---------------------------- | ----------------------------------------------------------- | ----------------------- | ---------------------------------------- | --- |
| 制度外              | 保育所                       | （保育）                                                    |                         | 0歳〜                                    | 厚生労働省所管。非文部科学省所管。学校制度上の教育機関ではなく、児童福祉施設である。                                                                                           |
| 就学前教育          | 幼稚園                       | （保育） 心身発達助長                                       | 3歳〜                   |                                          | |
| 就学前教育          | 特別支援学校 （幼稚部）      | （保育） 幼稚園に準ずる教育 特別支援教育                    | 3歳〜                   |                                          | |
| 初等教育            | 小学校                       | 義務教育として行われる普通教育のうち基礎的なもの            | 6年                     | 6歳〜                                    | |
| 初等教育            | 義務教育学校 （前期課程）    | 義務教育として行われる普通教育のうち基礎的なもの            | 6年                     | 6歳〜                                    | 小中一貫教育。前期課程は小学校の学習指導要領を準用する。 |
| 初等教育            | 特別支援学校 （小学部）      | 小学校に準ずる教育 特別支援教育                             | 6年                     | 6歳〜                                    | |
| 前期中等教育        | 中学校 （通常課程）          | 義務教育として行われる普通教育                              | 3年                     | 12歳〜                                   | |
| 前期中等教育        | 義務教育学校 （後期課程）    | 義務教育として行われる普通教育                              | 3年                     | 12歳〜                                   | 小中一貫教育。後期課程は中学校の学習指導要領を準用する。 |
| 前期中等教育        | 中学校 （夜間学級 通信教育） | 義務教育として行われる普通教育                              | 3年                     | 実質15歳〜                               | 実質的に学齢超過者のみが在学するため、義務教育として教育が行なわれる場合はない。                                                                                               |
| 前期中等教育        | 特別支援学校 （中学部）      | 中学校に準ずる教育 特別支援教育                             | 3年                     | 12歳〜                                   | |
| 中等教育            | 中等教育学校                 | 義務教育として行われる普通教育並びに高度な普通教育 専門教育 | 6年 6年〜               | 12歳〜                                   | 同一学校型の中高一貫教育。前期課程は中学校の学習指導要領を、後期課程は高等学校の学習指導要領を準用する。                                                                       |
| 後期中等教育        | 高等学校                     | 高度な普通教育 専門教育                                     | 3年 3年〜               | 15歳〜                                   | |
| 後期中等教育        | 特別支援学校 （高等部）      | 高等学校に準ずる教育 特別支援教育                           | 3年                     | 15歳〜                                   | 高等部のみの高等特別支援学校あり。 |
| 後期中等教育        | 専修学校 （高等課程）        | 普通教育 専門教育                                           | 1年〜                   | 15歳〜                                   | 学校教育法に定めがあるが、第1条「学校」非該当。高等専修学校と称することが可能。                                                                                                |
| 高等教育            | 高等専門学校                 | 普通教育 一般教育 専門教育                                  | 5年 5年6ヵ月            | 15歳〜                                   | 1〜3年次は後期中等教育相当であるが、法令上1年次より高等教育である。 |
| 高等教育            | 大学（学部）                 | 一般教育 専門教育                                           | 4〜6年 早期卒業 では3年 | 18歳〜 飛び入学では17歳〜                | |
| 高等教育            | 大学 （大学院）              | 主に専門教育                                                | 2〜5年                  | 22歳〜 飛び入学と早期卒業 併用では20歳〜 | 大学院は大学に置かれる。専門職大学院を含む。 |
| 高等教育            | 短期大学                     | 一般教育 専門教育                                           | 2年 3年                 | 18歳〜                                   | |
| 高等教育            | 専修学校 （専門課程）        | 一般教育 専門教育                                           | 1年〜                   | 18歳〜                                   | 学校教育法に定めがあるが、第1条「学校」非該当。専門学校と称することが可能。校名を「○○大学校」と称する専修学校が多く存在する（例：自動車大学校）。                              |
| 制度外              | 大学校                       | 様々                                                        | 様々                    | 様々                                     | 「大学校」や「短期大学校」という種別は（学校教育法を含む）日本の法令に規定がなく、制度として存在しない。これらの名称を用いている個々の施設等については大学校一覧を参照のこと。 |
| 制度外              | 短期大学校                   | 様々                                                        | 様々                    | 様々                                     | 「大学校」や「短期大学校」という種別は（学校教育法を含む）日本の法令に規定がなく、制度として存在しない。これらの名称を用いている個々の施設等については大学校一覧を参照のこと。 |
| 制度外              | 公共職業能力開発施設         | 様々                                                        | 様々                    | 様々                                     | 厚生労働省所管。非文部科学省所管。学校制度上の教育機関ではなく、職業能力開発促進法に基づく職業訓練施設（例：職業能力開発校、障害者職業能力開発校）。                           |
| 教育段階に 依存なし | 専修学校 （一般課程）        | 様々                                                        | 様々                    | 1年以上                                  | 学校教育法に定めがあるが、第1条「学校」非該当（例：大学受験予備校）。 |
| 教育段階に 依存なし | 各種学校                     | 様々                                                        | 様々                    | 1年以上 3ヶ月以上1年未満                 | 学校教育法に定めがあるが、第1条「学校」非該当。 校名を「○○大学校」と称する各種学校が存在する（例：群馬県立保育大学校、朝鮮大学校）。                                           |
| 教育段階に 依存なし | 無認可校                     | 様々                                                        | 様々                    |                                          | 法令に基づいていない（例：フリースクール）。 |

### 学校系統図
| 教育段階 | 就学前教育            | 就学前教育            | 就学前教育            | 初等教育            | 初等教育            | 初等教育            | 初等教育            | 初等教育            | 初等教育 | 中等教育                | 中等教育                | 中等教育                | 中等教育              | 中等教育              | 中等教育              | 中等教育 | 高等教育     | 高等教育     | 高等教育     | 高等教育     | 高等教育     | 高等教育     | 高等教育 | 高等教育 | 高等教育 | 高等教育 |
| -------- | --------------------- | --------------------- | --------------------- | ------------------- | ------------------- | ------------------- | ------------------- | ------------------- | -------- | ----------------------- | ----------------------- | ----------------------- | --------------------- | --------------------- | --------------------- | -------- | ------------ | ------------ | ------------ | ------------ | ------------ | ------------ | -------- | -------- | -------- | -------- |
| グレード |                       |                       |                       | 1                   | 2                   | 3                   | 4                   | 5                   | 6        | 7                       | 8                       | 9                       | 10                    | 11                    | 12                    | 12       |              |              |              |              |              |              |          |          |          |          |
| 年齢     | 3 - 4                 | 4 - 5                 | 5 - 6                 |                     |                     |                     |                     |                     |          |                         |                         |                         |                       |                       |                       |          |              |              |              |              |              |              |          |          |          |          |
| 学校種   | 幼稚園                | 幼稚園                | 幼稚園                | 小学校              | 小学校              | 小学校              | 小学校              | 小学校              | 6        | 中等教育学校 前期課程 3 | 中等教育学校 前期課程 3 | 中等教育学校 前期課程 3 | 中等教育学校 3        | 中等教育学校 3        | 中等教育学校 3        |          | 大学（学部） | 大学（学部） | 大学（学部） | 大学（学部） | 大学（学部） | 大学（学部） | 6        |          |          |          |
| 学校種   | 幼稚園                | 幼稚園                | 幼稚園                | 小学校              | 小学校              | 小学校              | 小学校              | 小学校              | 6        | 中等教育学校 前期課程 3 | 中等教育学校 前期課程 3 | 中等教育学校 前期課程 3 | 後期課程              | 後期課程              | 後期課程              | 4        |              |              |              |              |              | 5            |          |          |          |          |
| 学校種   | 幼稚園                | 幼稚園                | 幼稚園                | 小学校              | 小学校              | 小学校              | 小学校              | 小学校              | 6        | 中学校                  | 中学校                  | 3                       | 高等学校              | 高等学校              | 3                     |          |              |              |              |              | 4            | 大学院       | 大学院   | 大学院   | 大学院   | 5        |
| 学校種   | 幼稚園                | 幼稚園                | 幼稚園                | 小学校              | 小学校              | 小学校              | 小学校              | 小学校              | 6        | 中学校                  | 中学校                  | 3                       |                       |                       |                       | 4        | 短期大学     | 短期大学     | 3            | 3            |              |              |          | 3        |          |          |
| 学校種   | 幼稚園                | 幼稚園                | 幼稚園                | 小学校              | 小学校              | 小学校              | 小学校              | 小学校              | 6        | 中学校                  | 中学校                  | 3                       | 専修学校              | 専修学校              | 3                     |          |              | 2            |              |              |              |              | 2        |          |          |          |
| 学校種   | 幼稚園                | 幼稚園                | 幼稚園                | 小学校              | 小学校              | 小学校              | 小学校              | 小学校              | 6        | 中学校                  | 中学校                  | 3                       | 高等課程 2            | 高等課程 2            |                       |          | 専修学校     | 専修学校     | 専修学校     | 専修学校     | 4            |              |          |          |          |          |
| 学校種   | 幼稚園                | 幼稚園                | 幼稚園                | 小学校              | 小学校              | 小学校              | 小学校              | 小学校              | 6        | 中学校                  | 中学校                  | 3                       | 1                     |                       |                       |          | 専門課程     | 専門課程     | 3            | 3            |              |              |          |          |          |          |
| 学校種   | 幼稚園                | 幼稚園                | 幼稚園                | 小学校              | 小学校              | 小学校              | 小学校              | 小学校              | 6        | 中学校                  | 中学校                  | 3                       | 2                     |                       |                       |          |              |              |              |              |              |              |          |          |          |          |
| 学校種   | 3+                    | 3+                    | 3+                    | 小学校              | 小学校              | 小学校              | 小学校              | 小学校              | 6        | 中学校                  | 中学校                  | 3                       | 1                     |                       |                       |          |              |              |              |              |              |              |          |          |          |          |
| 学校種   |                       | 2+                    | 2+                    | 小学校              | 小学校              | 小学校              | 小学校              | 小学校              | 6        | 中学校                  | 中学校                  | 3                       | 高等専門学校          | 高等専門学校          | 高等専門学校          | ⇒        |              | 5            |              |              |              |              |          |          |          |          |
| 学校種   |                       |                       | 1+                    | 小学校              | 小学校              | 小学校              | 小学校              | 小学校              | 6        | 中学校                  | 中学校                  | 3                       |                       |                       |                       | ⇒        |              | 5.5          | 5.5          |              |              |              |          |          |          |          |
| 学校種   | 特別支援学校 幼稚部 3 | 特別支援学校 幼稚部 3 | 特別支援学校 幼稚部 3 | 特別支援学校 小学部 | 特別支援学校 小学部 | 特別支援学校 小学部 | 特別支援学校 小学部 | 特別支援学校 小学部 | 6        | 特別支援学校 中学部 3   | 特別支援学校 中学部 3   | 特別支援学校 中学部 3   | 特別支援学校 高等部 3 | 特別支援学校 高等部 3 | 特別支援学校 高等部 3 |          |              |              |              |              |              |              |          |          |          |          |
| 学校種   | 専修学校一般課程      |                       |                       |                     |                     |                     |                     |                     |          |                         |                         |                         |                       |                       |                       |          |              |              |              |              |              |              |          |          |          |          |
| 学校種   | 各種学校              |                       |                       |                     |                     |                     |                     |                     |          |                         |                         |                         |                       |                       |                       |          |              |              |              |              |              |              |          |          |          |          |

太字は義務教育としての教育を実施できる学校。
本科のみ表示している。
法制度に基づき存在しえる学校を表示しているため、中等教育学校後期課程に4年制課程が記載されているが、現在のところ4年制（定時制・通信制）の中等教育学校後期課程は存在しない。
グレードとは世界標準の学年制に基づく学習段階表示法であり、通し学年とも呼ばれる。日本では通常使われないが、諸外国の学校との間で転編入する場合などに基準となる。高等教育については、統一的な学習段階表示法はないようである。
4年制大学においては3年次で卒業できる早期卒業制度がある。
この他に保育所がある。

## 世界
日本以外の国々では、教育段階をグレードで表すことが多い。これは日本の小学1年に当たる学年をグレード1、高校3年に当たる学年をグレード12とするもので、たまにグレード13まである地域（または戦前の日本）もある。他にイヤーで呼ぶ例などもある。日本のように初等、前期中等、後期中等と大雑把な区分ではなく1年単位で呼び分けられているのが特徴である。こうしている理由としては、転校時の便宜を図るためなどがある。アメリカなどでは州によって教育制度が大きく違い州内でも地域や公私によって異なった学校制度が実施されており、例えばある地域では6-3-3制であるが隣町では4-4-4制であるなど学校の修業年限自体が異なっているケースが頻出する。これでは日本のように「中学2年だから転校先でも中学2年」と単純に考えるわけにもいかないので、それぞれの学校の中の学年にグレードという通し番号をつけているわけである。こうすればグレード5から8のミドルスクール3年生が転校するとき、自分がグレード7だと知ってさえいれば転校先でのグレード7から9のジュニアハイスクールの1年生に相当することがすぐに分かる。
なお日本の学校についても諸外国との転出入の歳にはグレードに換算して判断されるが日本国内ではグレードで通して呼ぶことはほとんどなく、もっぱら○学校○年生（略して小1・中3）の言い方が用いられる。これは前述のように日本の学校制度が6-3-3制で固定しているため、この呼び方でも混乱が生じないためである。